# Fløjteglente
Fløjteglente (Haliastur sphenurus) er en mellemstor dagaktiv rovfugl, der findes i hele Australien (inklusive kystøerne), Ny Kaledonien og store dele af Ny Guinea (med undtagelse af de centrale bjerge og det nordvestlige område). Den har navn efter sit høje fløjtende kald, som den ofte afgiver under flugten. Nogle autoriteter placerer denne art i slægten Milvus på trods af markante forskelle i adfærd, stemme og fjerdragt mellem denne art og andre medlemmer af slægten.

## Beskrivelse
Fløjteglenter varierer i størrelse fra 50 til 60 cm med et vingefang mellem 1,2 og 1,5 m. Vægten varierer fra 380 til 1050 g med et gennemsnit på 600 til 750 g for hanner og 750 til 1000 g for hunner. Som hos de fleste rovfugle er hunnerne større og tungere end hannerne; selvom der er betydelig overlapning mellem kønnene, kan hunnerne være op til 21 % større og 42 % tungere. Fugle i sydlige områder er også større end dem, der findes i troperne. Hannens og hunnens fjerdragt er den samme. Voksne fugle er lyst brungule på hovedet, brystet og halen, med brunere vinger og sorte flyvefjer. Ungfugle har kraftige rødbrune striber med fremtrædende lyse pletter pletter på vingerne. Gennem hele livet har fløjteglenten knoglefarvede ben og fødder, som er fjerløse. Overordnet ser fløjteglenten småhovedet og langhalet ud, med vingespidser, der falder langt fra halespidsen, når fuglen er oppe. Selvom dens ben er korte, går fuglen let på jorden. Fløjteglenter svæver på let buede vinger, med deres lange flyvefjer ofte godt spredte. Der er et markant karakteristisk mønster på undersiden af vingerne.

### Stemme
Det er en støjende art, der jævnligt kalder under flugten og mens den sidder – også i sin rede. Dens mest almindelige kald er en klar faldende fløjtetone, ofte efterfulgt af (sjældnere efter) en hurtig række stigende toner.
Feltforskning udført i Taunton Scientific National Park i det centrale Queensland af Fiona Randall fra University of Edinburgh, Skotland har vist, at plettet løvhyttefugl (Chlamydera maculata) i den park regelmæssigt efterligner fløjteglentens kald. Hyppigheden af efterligningen stiger efterhånden som yngletiden skrider frem.

## Habitat
Fløjteglente holder til i åbne eller let bevoksede områder, og den findes typisk nær vand i højder fra havniveau til 1400 meter. Selvom arten som helhed generelt er standfugle, er nogle australske glenter kendt for at være nomadiske, de trækker til kystområder i det nordlige Australien i den tørre tid, og nogle sydaustralske fugle trækker mod syd om efteråret. Der er nogle indikationer på, at arten er i tilbagegang lokalt i det sydlige Australien på grund af dræning af vådområder og en medfølgende nedgang i fødemængden.

## Opførsel
Fløjteglenter findes som regel enkeltvis eller i par, men undertiden samles de i større grupper, især under nomadiske bevægelser, på rastepladser og ved steder med meget føde.

### Føde
Fløjteglenter er omfattende i deres smag og tager små pattedyr, fugle, fisk, krybdyr, padder, krebsdyr, insekter og ådsler. Fuglene i Australien har en tendens til primært at tage levende bytte (undtagen om vinteren, hvor de stort set lever af ådsler), mens de i New Guinea hovedsageligt er ådselædere. De fleste fødeemner tages enten fra jorden eller fra vandoverfladen, selvom insekter nogle gange jages i luften. Fløjteglenter er også kendt for at stjæle mad fra ibiser og hejrer og fra andre rovfugle, og for at tvinge store vandfugle til at gylpe deres fangster op. De patruljerer regelmæssigt på veje på jagt efter vejdræbte dyr og svæver over kanten af græsbrande på jagt efter potentielle byttedyr, der flygter fra flammerne, nogle gange med brændende pinde som de lader falde på steder hvor det endnu ikke brænder. Når maden er sparsom, er de næsten udelukkende afhængige af at finde ådsler.

### Yngel
Fløjteglentens rede er en omfangsrig platform lavet af pinde og foret med grønne blade, placeret i en opretstående grengaffel i et højt træ – ofte i en eukalyptus eller andre nærtstående slægter eller i en fyr tæt på et vandløb. Parrene genbruger ofte den samme rede år efter år og tilføjer årligt materiale, indtil platformen bliver ret stor. Hunnen lægger normalt 2-3 blåhvide æg, som undertiden er dækket af rødbrune pletter; der er registreret kuld på 1–4 æg.  Æggene udruges i 35-40 dage, med en rapporteret 60 % udklækkelsessucces. Ungerne, som er dækket med creme- eller gulfarvede dun, tilbringer 44-54 dage i reden, før de er flyvefærdige, og er afhængige af deres forældre i yderligere 6-8 uger efter at de har forladt reden. I Australien yngler fuglene generelt mellem juni og oktober i syd, og mellem februar og maj i nord, selvom de kan yngle når som helst efter regn, forudsat at der er tilstrækkelig føde til rådighed.